# Посольство Саудівської Аравії в Україні
Посольство Королівства Саудівська Аравія в Києві — офіційне дипломатичне представництво Саудівської Аравії в Україні, відповідає за підтримання та розвиток відносин між Саудівською Аравією та Україною.

## Історія дипломатичних відносин
У квітні 1993 року були започатковані Українсько-саудівські двосторонні відносини, під час візиту до Ер-Ріяду українського Прем'єр-міністра Леоніда Кучми. 18 квітня 1993 року було підписано «Протокол про встановлення дипломатичних відносин між Україною та Королівством Саудівська Аравія» на рівні міністрів МЗС. 17 грудня 1993 року Верховна Рада України прийняла постанову «Про відкриття Посольства України в Ер-Ріяді». 24 червня 1996 року було відкрито Посольство України в Саудівській Аравії. Посольство Саудівської Аравії в Україні розпочало діяльність у вересня 2009 року.
Відносин між Україною та Саудівською Аравією, засновані на взаємній повазі спільних інтересів на благо двох дружніх народів. Відносини між двома країнами, зміцнюються. За словами посла Джудії Алхазала, спостерігається зростання обсягу двостороннього торговельного обігу та обміну офіційними візитами делегацій двох країн.

## Посли Саудівської Аравії в Україні
1. Мухаммад Хасан Абдельвалі (Muhammad Hassan Abdelwali) (2000-2005)[2]за сумісництвом.
2. Джудія Алхазал (Judiya Alhathal) (2010-2019)[3]
3. Мохаммад бін Абдуллах Аллвіхан Алангрі (2019-2020) т.п.
4. Мохаммед бін Сулейман аль-Машар (Mohammed bin Suleiman al-Mashar) (2020-2024)[4].
5. Мохаммед бін Абдулазіз бін Салех Аль-Барака (Mohammed Abdulaziz Saleh Al-Barakah) (2024-)[5]